# Marcelo Oliveira Silva
Marcelo Oliveira Silva, meglio noto come Marcelinho (Belo Horizonte, 10 settembre 1984), è un ex calciatore brasiliano, di ruolo attaccante.